# Draba primuloides
Draba primuloides är en korsblommig växtart som först beskrevs av Porphir Kiril Nicolai Stepanowitsch Turczaninow, och fick sitt nu gällande namn av Porphir Kiril Nicolai Stepanowitsch Turczaninow och Nikolaj Adolfovitj Busj. Draba primuloides ingår i släktet drabor, och familjen korsblommiga växter. Inga underarter finns listade i Catalogue of Life.